# Princesa (Santa Catarina)
Princesa es un municipio brasileño del estado de Santa Catarina. Tiene una población estimada al 2022 de 2 964 habitantes. Ubicado en la frontera con Argentina, pertenece a la Región metropolitana del Extremo Oeste.

## Toponimia
El origen del nombre viene de una leyenda de João Maria de Lara, un Caboclo que avistaba una princesa en lo alto de un pino.

## Historia
Colonizado por inmigrantes italianos y alemanes, quienes fueron atraídos por las tierras fértiles y la madera. El municipio celebra a la patrona Nuestra Señora de los Dolores en la Kerbfest todos los 15 de septiembre. Se emancipó el 29 de septiembre de 1995.